# Carl Klingenstierna
Carl Axelsson Klingenstierna, född den 1 mars 1907 i Stockholm, död där den 28 september 1984, var en svensk militär. Han var son till Axel Klingenstierna. 
Klingenstierna blev fänrik vid Svea livgarde 1928, kapten i generalstaben 1942, major i generalstaben och lärare vid Krigshögskolan 1946, överstelöjtnant vid Älvsborgs regemente 1950, överste och chef för Hallands regemente 1954. Han var sektionschef vid arméstaben och överadjutant vid generalstaben 1957–1962 samt ställföreträdande militärbefälhavare för Östra militärområdet 1963-1967. Klingenstierna var generalmajor vid övervakningskommissionen i Korea 1962–1963. Han var ledamot av Kungliga Krigsvetenskapsakademien 1956–1967. Klingenstierna blev riddare av Svärdsorden 1946 och av Vasaorden 1949 samt kommendör av Svärdsorden 1957 och kommendör av första klassen 1960. Han vilar på Norra begravningsplatsen utanför Stockholm.